# Computo metrico estimativo
Il computo metrico estimativo è il documento che permette di definire il costo di costruzione di un'opera edilizia.

## Forma analitica classica
Nella sua forma più elementare consiste in una tabella pentacolonnata formata: dal N° d'ordine, descrizione del lavoro, numero, dimensioni (lunghezza, larghezza e altezza), peso, unità di misura, prodotti (negativi, positivi e totali), prezzo unitario, importo e figure e annotazioni.
La corretta e precisa stesura di un computo metrico richiede innanzi tutto un ordine nel suo svolgimento. I lavori che compongono l'opera sono riportati nell'ordine in cui si susseguono per la loro esecuzione; pertanto, per le opere edilizie, è possibile attenersi al seguente elenco:
- Opere estimative computate pieno a vuoto
- Lavori di scavo e movimento terra.
- Opere strutturali.
- Opere murarie.
- Opere di finitura.
- Opere in legno o in ferro.
- Impianti tecnologici.
- Spazi attrezzati.

Le unità di misura nelle varie categorie sono differenti in relazione al tipo di lavoro, considerando che le varie quantità di lavoro vengono sempre determinate secondo le loro caratteristiche geometriche; orientativamente possono essere seguiti i seguenti criteri:
Sono valutati a metro cubo:
- Gli scavi di ogni genere in base al volume reale di terra che deve essere scavata.
- I rilevati e i rinterri.
- Le murature in genere, ossia con spessore uguale o maggiore a 15 cm, deducendo generalmente solo i vuoti con superficie superiori a 1,00 m².
- Tutta la struttura in cemento armato comprese le solette e le rampe delle scale.

Sono valutati a metro quadrato:
- Le murature con spessore inferiore a 15 cm, deducendo generalmente solo i vuoti con superficie superiori a 2,00 m².
- I rivestimenti e pavimenti interni ed esterni.
- I solai misti con travetti in c.a. e laterizi.
- Le coperture a tetto.
- Gli intonaci.
- Le lastre in pietra.
- Vetri e cristalli secondo le dimensioni in opera.

Sono valutati a metro lineare:
- Canali di gronda e tubi pluviali.
- Tubazioni purché non siano né in ghisa o in acciaio.
- Cornici e decorazioni.
- Ringhiere e corrimano.
- Zoccolini battiscopa.

Sono valutati a peso:
- Acciaio per opere in c.a.
- Lastre di piombo, acciaio, rame utilizzate nelle coperture.
- Tubazioni di ghisa e di acciaio.
- In genere tutte le opere in metallo (sportelli, astucci, staffe, ecc.)

Il prodotto fra la quantità e il prezzo unitario definisce l'importo complessivo della singola spesa. La somma delle singole voci di spesa definisce il costo di costruzione occorso per la costruzione dell'opera.
La definizione "estimativo" sta a indicare che i dati del computo metrico vengono utilizzati anche per conseguire finalità di valutazione estimativa, cioè di individuazione del valore di quei beni (in genere fabbricati e aziende) per i quali non esistono dei prezzi di mercato univoci.
Va detto inoltre che esistono due tipi di computo metrico:
- computo metrico consuntivo: è quello che viene redatto dopo l'operazione;
- computo metrico preventivo: è quello che viene redatto prima dell'operazione.

## Forma analitica moderna
La concezione classica di computo metrico, sebbene ancora la più utilizzata, è in via di evoluzione verso metodologie più precise e più affidabili. In particolare, l'ambito tecnico internazionale è orientato verso la computazione a estrazione di quantità (cosiddetto Quantity Take Off).
La differenza con la metodologia classica è sostanziale in quanto quest'ultima è basata sulla misurazione di un operatore direttamente dagli elaborati progettuali (per il computo preventivo) o in cantiere (per il computo consuntivo), portandosi dietro errori sistematici o dimenticanze che possono compromettere, anche in modo importante, la stima finale. Il Quantity Take Off è invece orientato a procedure informatiche che estraggono le quantità da computare da un modello digitale dell'opera. In tal modo si riduce in modo drastico l'errore umano o di coordinamento generale .
Le ragioni dell'ancora scarsa diffusione del Quantity Take Off, soprattutto in Italia, risiede sia nella maggiore specializzazione richiesta dagli operatori, sia, soprattutto, nella necessità di costruire preventivamente il modello digitale dell'edificio mediante protocolli di Building Information Modeling (BIM), operazione molto complessa e non ancora alla portata dei piccoli studi professionali.